# Churchtown (Pensilvania)
Churchtown es un lugar designado por el censo ubicado en el condado de Lancaster en el estado estadounidense de Pensilvania. En el año 2010 tenía una población de 470 habitantes y una densidad poblacional de 95,9 personas por km².

## Geografía
Churchtown se encuentra ubicado en las coordenadas 40°8′14″N 75°57′27″O / 40.13722, -75.95750. Según la Oficina del Censo de los Estados Unidos, Churchtown tiene una superficie total de 1,88 mi² (4,9 km²), de la cual 1,88 mi² (4,9 km²) corresponden a tierra firme y 0 mi² (0 km²) es agua.